# بخش دلاور، شهرستان گرانت، مینه سوتا
بخش دلاور (به انگلیسی: Delaware Township) یک منطقهٔ مسکونی در ایالات متحده آمریکا است که در شهرستان گرنت، مینه‌سوتا واقع شده‌است.
 بخش دلاور ۹۴٫۱ کیلومتر مربع مساحت و ۱۱۹ نفر جمعیت دارد و ۳۳۹ متر بالاتر از سطح دریا واقع شده‌است.